# Vittskövle slott
Vittskövle är ett slott som ligger i Vittskövle i Kristianstads kommun söder om Åhus vid Hanöbukten. Byggnaden en av de bäst bevarade renässansborgarna i Sverige och det är Skånes största borgbyggnad med över 100 rum. Slottet är idag privatbostad i släkten Stjernswärds ägo.

## Historia
Vittskövle omtalas tidigast vid 1200-talets mitt som Egeside, omkring 4 kilometer nordöst om det nuvarande slottet, vid Helge ås utlopp i Yngsjön. Det ägdes då av bröderna Harald och Holger Egeside. 1264–1272 nämns en viss Gregers Vittskövle som ägare: ett brev 1272 omtalar denne som "Gregorius Withskutlae". Ägarlängden har sedan en lucka fram till mitten av 1300-talet, och då (1355) skriver sig väpnaren Gregers (Krognos), till Vittskövle, och något senare ägde sonen Holger Gregersen (Krognos) Vittskövle. Genom gifte kom det på 1300-talet till danska Brahesläkten. Förvärvet var en långdragen och komplicerad process, via arvet efter Margarete Holgersdatter (Krognos) kom hälften av Vittskövle 1401 genom pantsättning till Axel Pedersen Brahe (död efter 1425), som var gift med innehavaren av den andra arvslotten, Holmegard Holgersdatter (Krognos) (död efter 1452, ungefär 71 år gammal). Hon nämns i Chronica Archipiescoporum Lundensium där hon som änka med framgång med en bombard försvarar Vittskövle mot ett anfall från kung Karl Knutssons trupper. Under medeltidens sista år tillhörde det Lunds ärkebiskop, men återkom till Brahesläkten efter reformationen.
Jens Axelsson Brahe (död 1560, ungefär 53 år gammal) rev den medeltida gården som låg strax norr om Vittskövle kyrka och började resa en ny vattenborg på pålar i sankmarkerna runt 1553. Slottet är uppfört som en fyrlängad försvarsborg i tre våningar och med två diagonalt ställda hörntorn, från tornen kunde man bestryka alla vägar med kanoneld. Slottets översta våning har fortfarande spår av skyttegångarna som löpte längst takfoten. Ovanför slottsportalen i den nya renässansborgen finns fortfarande en inskrift kvar med släkten Brahe och Billes namn. Jens Axelssons fru var Anne Esgesdatter Bille (död 1566 vid ungefär 48 års ålder). Deras son Henrik Brahe slutförde borgbygget 1577. Bägge hans söner Tage och Lave dog "lille" och egendomen gick till den ena av fyra döttrar, Margareta, som gifte sig med Christian Barnekow till Birkholm, och Vittskövle övergick till släkten Barnekow vid Henrik Brahes död 1587.

### Svensktiden

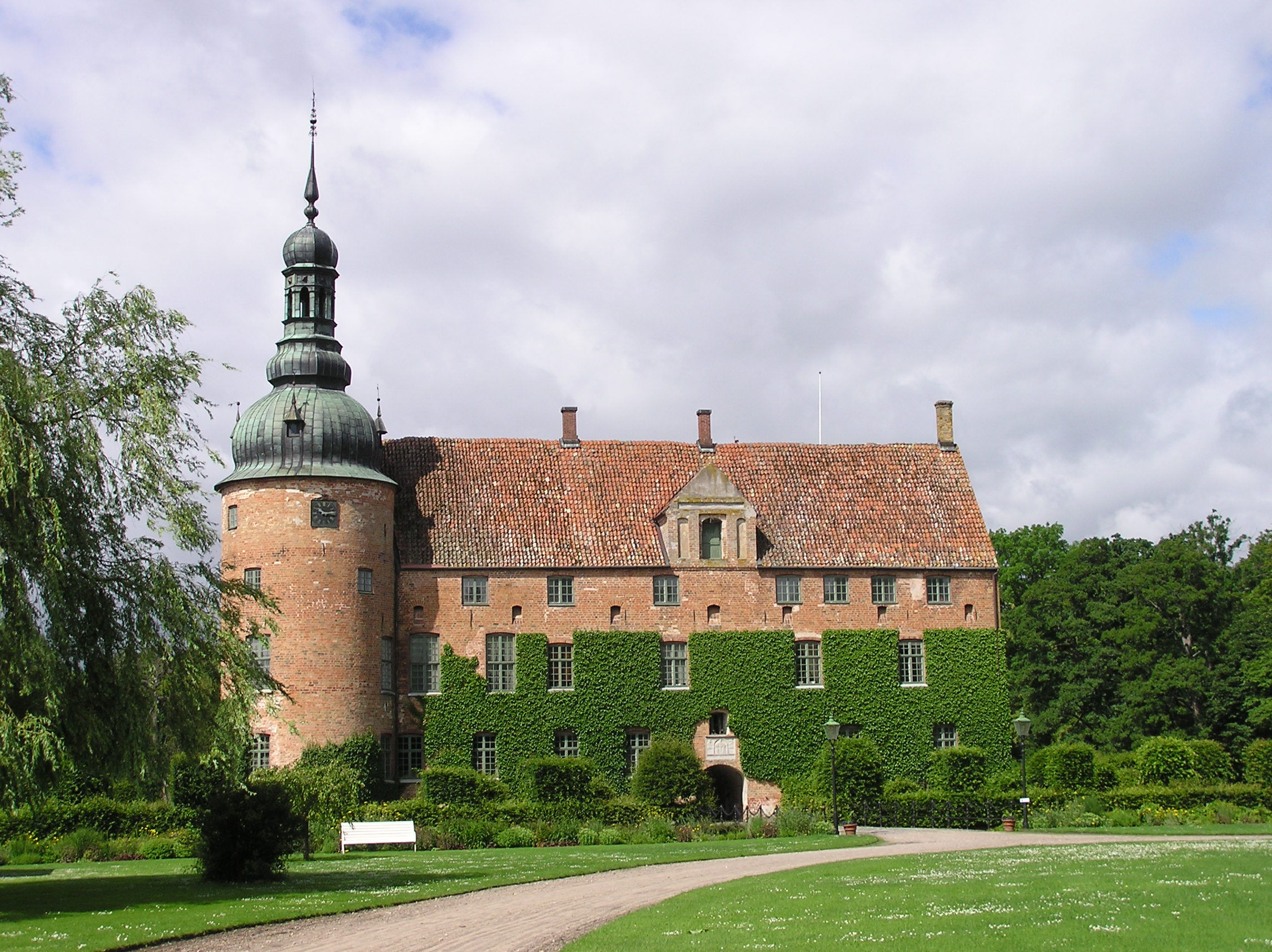
Vittskövle slott

Vid freden i Roskilde 1658 tillföll Skåne Sverige och svenskarna utnyttjade dåvarande slottsherre Christian Barnekow i propagandasyfte, han utsågs till vicepresident i Göta hovrätt och släkten Barnekow introducerades i Riddarhuset 1664. Vittskövle försågs i maj 1678 med försvarsanläggningar då svenskarna hade återerövrat Kristianstad, som efter krigets slut fick förfalla.
På 1700-talet brann det nordvästra tornet och spiran byggdes till i romantisk medeltidsstil. Parken och trädgårdarna byggdes främst av Adolf Fredrik Barnekow (1744–1787) med en från borgen vinkelrätt utlagd trädgård med lusthus, fiskedammar och turkiskt tält.
Carl von Linné besökte den 26-27 maj 1749 slottet på sin skånska resa, och kallade det för "ett präktigt gods" med väggar klädda av heder (murgröna). Han noterade också trädgårdarna med sina "täcka och sköna häckar av avenbok", samt att "aprikoser, persiker, kvitten och vinrankor uppleddes vid murarna och väggarna". 
I början av 1800-talet nyinreddes borgen med bland annat vägg- och takmålningar av Christian Laurentius Gernandt. Släkten Barnekow hade dock inte råd att hålla godset och det köptes 1826 av bankiren Jonas-Philip Hagerman, som senare överlät det till brodern Gustaf Hagerman. Genom arv och köp tillföll Vittskövle 1839 hovmarskalk Rudolf Hodder Stjernsvärd (gift med Gustaf Hagermans dotter Marie), som lät bygga ut trädgården med en engelsk park och flera ekonomibyggnader i medeltida stil.
Godset har en areal på 2 800 hektar och ägs av Carl-Georg Stjernswärd. Parken är öppen för allmänheten.

## Bilder

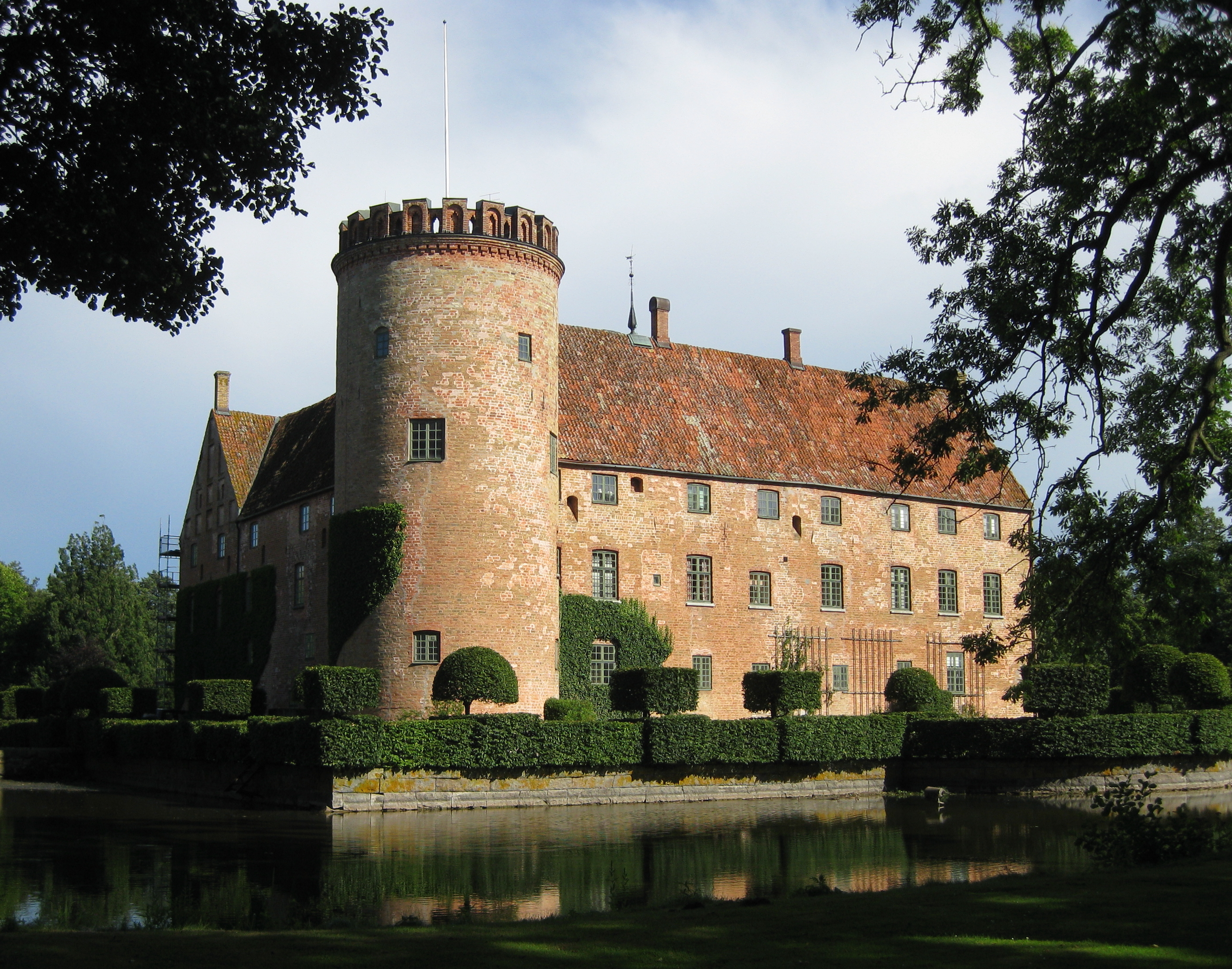
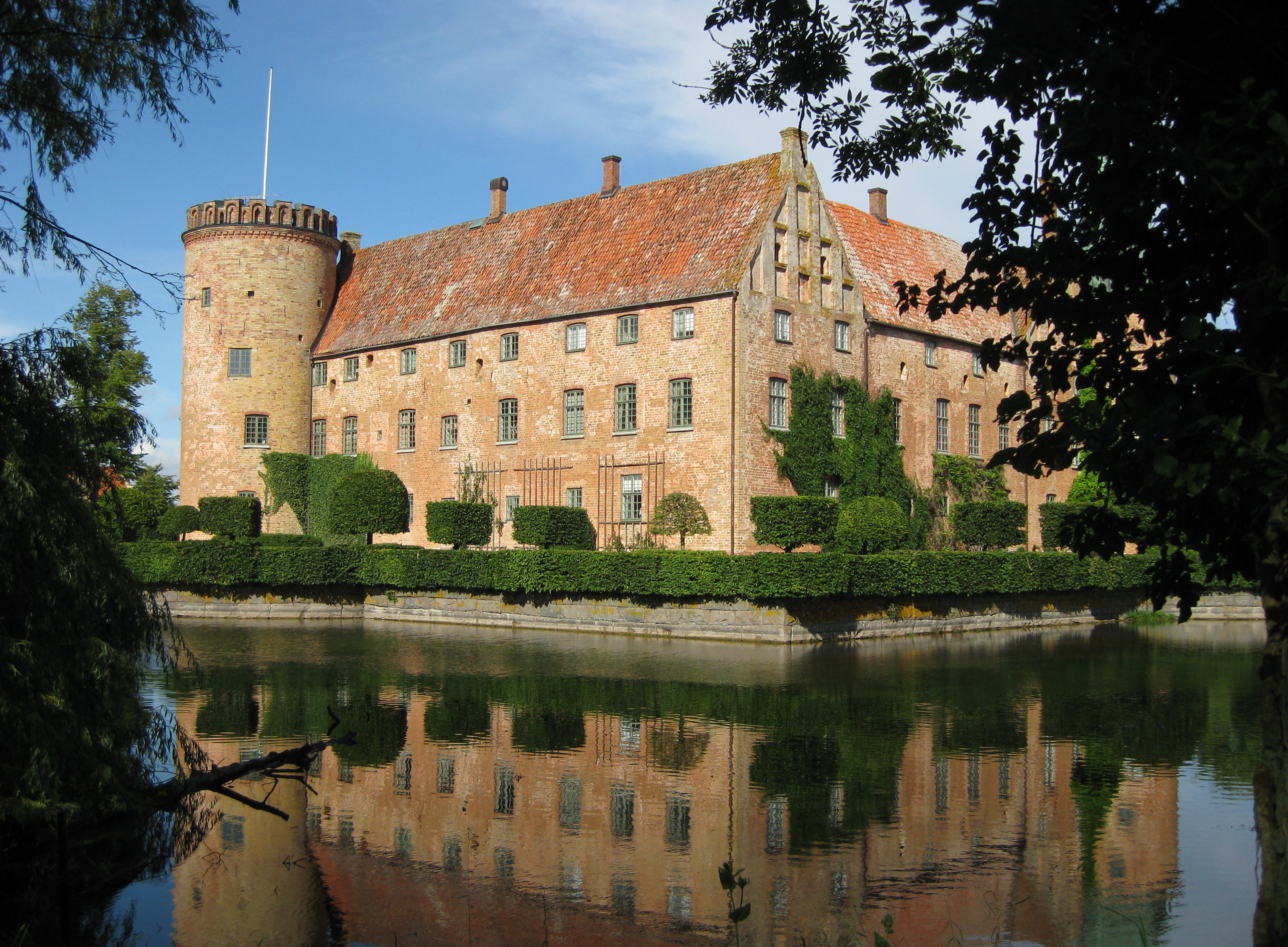
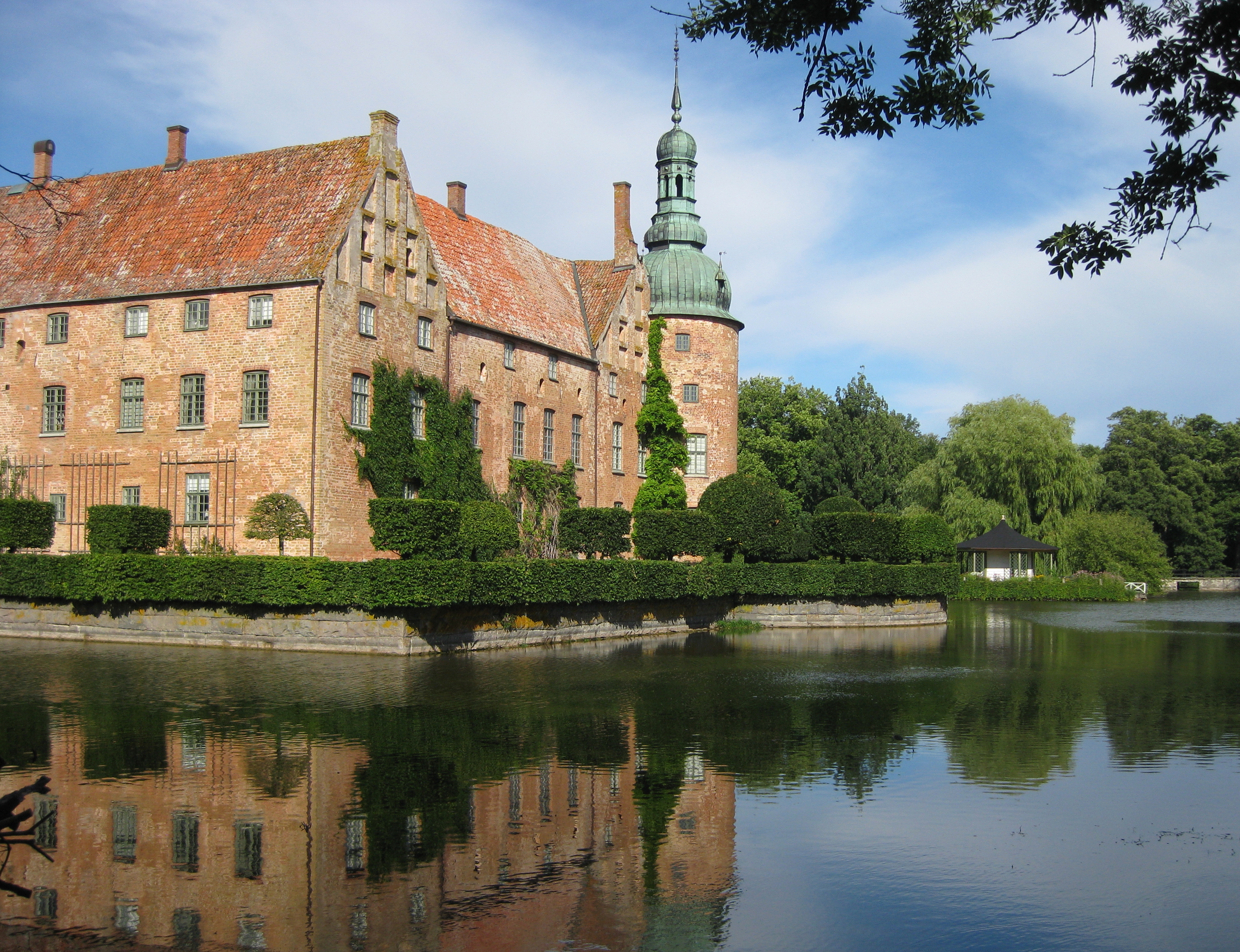